# Операція «Маритайм монітор»
Операція «Маритайм монітор» — це операція НАТО під час війни в Боснії з контролю за дотриманням санкцій, введених проти колишньої Югославії відповідно до резолюцій 713 (1991) і 757 (1992) Ради Безпеки ООН. Операція почалася 16 липня 1992 і проходила до 22 листопада 1992 року. В операції «Маритайм монітор» брали участь кораблі військово-морських сил НАТО в Середземному морі і Атлантиці, вони патрулювали в міжнародних водах біля узбережжя Чорногорії. У той час, як сили НАТО патрулювали узбережжя Чорногорії, Західноєвропейський союз провів паралельно операцію, під кодовою назвою «Шарп Віджіленс» біля притоки Отранто. «Маритайм монітор» була завершена 22 листопада 1992 і замінена більш агресивною операцією «Маритайм ґард».